# Adhemar av Le Puy
Adhemar av Le Puy, död 1 augusti, 1098, var en fransk biskop och en av ledarna av det första korståget. Han skall ha myntat uttrycket Gud vill det.
Adhemar  föddes runt 1045 och utsågs till biskop av Le Puy 1080. Han var närvarande vid kyrkomötet i Clermont 1095 när påve Urban II kallade på korståg mot Jerusalem, Adhemar uppvisade stor iver för idén och utsågs till ledare för korståget. Adhemar ledde män i strid under ett antal slag under korståget men avled av en okänd sjukdom den 1 augusti 1098. 